# 小行星20657
小行星20657（20657 Alvarez-Candal）是一颗绕太阳运转的小行星，为主小行星带小行星。该小行星于1999年10月19日发现。

## 轨道参数
小行星20657的轨道半长轴为464 928 765 km，3.1078126 UA，离心率为0.185。